# Nova Mutum EC
Der Nova Mutum Esporte Clube, in der Regel nur kurz Nova Mutum genannt, ist ein Fußballverein aus Nova Mutum im brasilianischen Bundesstaat Mato Grosso.
Aktuell spielt der Verein in der vierten brasilianischen Liga, der Série D.

## Erfolge
- Staatsmeisterschaft von Mato Grosso: 2020
- Staatspokal von Mato Grosso: 2022

## Stadion
Der Verein trägt seine Heimspiele im Estádio Municipal Valdir Doilho Wons in Nova Mutum aus. Das Stadion hat ein Fassungsvermögen von 1200 Personen.

## Trainerchronik
Stand: 25. Juni 2021
| Trainer | Nation            | von           | bis   |
| ------- | ----------------- | ------------- | ----- |
| Dema    | Brasilien Italien | 30. Juni 2019 | heute |